# 841 Arabella
841 Arabella је астероид главног астероидног појаса чија средња удаљеност од Сунца износи 2,254 астрономских јединица (АЈ). 
Апсолутна магнитуда астероида је 12,92 а геометријски албедо 0,353.